# Cantonul Saint-Pierre-d'Oléron
Cantonul Saint-Pierre-d'Oléron este un canton din arondismentul Rochefort, departamentul Charente-Maritime, regiunea Poitou-Charentes, Franța.

## Comune
| Comune                 | Populație (1999) | Cod poștal | Cod INSEE |
| ---------------------- | ---------------- | ---------- | --------- |
| Saint-Denis-d'Oléron   | 1 172            | 17650      | 17323     |
| Saint-Georges-d'Oléron | 3 415            | 17190      | 17337     |
| Saint-Pierre-d'Oléron  | 6 177            | 17310      | 17385     |
| La Brée-les-Bains      | 742              | 17840      | 17486     |